# C.Gambino
Karar Ali Salem Ramadan, känd under artistnamnet C.Gambino, född 4 april 1998 i Kristianstad, död 4 juni 2024 på Hisingen i Göteborg, var en svensk gangsterrappare och låtskrivare. Som en del av sin musikaliska identitet bar han alltid mask för ansiktet och höll sin identitet hemlig.

## Biografi
C.Gambino debuterade 2019 med singeln "Rebell", producerad av Primo Gambino. Efter ett par singlar under det kommande året, däribland "Buntar" som gästades av Aden, "NADA" och "LALA", släppte C.Gambino sin sexspåriga debut-EP Demons No Angels (DNA) i december 2020.
Den 7 januari 2022 släppte C.Gambino debutalbumet Sin City. Det elvaspåriga albumet innehöll de tidigare släppta singlarna "CCTV" och "Tankar", och gästades av 23 på spår 6, "M5". Sin City nådde en andra plats på Sverigetopplistan. Året därpå samarbetade C.Gambino med 23 på den sexspåriga EP:n M.O.B, ett projekt som toppade Sverigetopplistan i fyra veckor.
C.Gambino utsågs av Adidas och Spotify till en av artisterna i Class of 2021 – med lovande framtidsnamn att hålla ögonen på inom svensk hiphop. I samband med nomineringen släppte C.Gambino tillsammans med Spotify Studio 100 singeln "Woman", producerad av Markos "Mackan" Yosif.
I början av C.Gambinos karriär släppte han och hans kollektiv GG Music låtarna självständigt genom distributionstjänsten Amuse, men i oktober 2023 valde han att skriva ett kontrakt med Warner Music Sweden och överlät alla tidigare släpp till Warner.
Den 5 januari 2024 släppte C.Gambino sitt andra studioalbum, In Memory Of Some Stand Up Guys, som även blev hans sista albumsläpp innan hans bortgång. Albumet, som producerades av Oscar Chase, innehåller tolv spår, varav de tidigare släppta singlarna "G63", "Automatic" och den tillhörande remixen som gästades av italienska Baby Gang. Albumet var på sin höjd placerad på en förstaplats i Sverige, en sjundeplats i Norge och en 19:e plats i Finland. Den 22 mars samma år släppte C.Gambino en deluxe-version av albumet – In Memory Of Some Stand Up Guys (Private Collection) och innehöll sex extra spår.
Vid Grammisgalan 2024 vann C.Gambino i kategorin Årets hiphop för 2023 års samlade produktion.

## Död och eftermäle
Den 4 juni 2024 klockan 22.40 hittades C.Gambino skjuten i ett parkeringsgarage vid Selma Lagerlöfs torg i stadsdelen Backa på Hisingen. Han fördes till sjukhus men hans liv gick inte att rädda. I samband med händelsen inleddes en förundersökning om mord. Dagar innan mordet släppte C.Gambino singeln "Sista Gång" och marknadsförde låten som sin absolut sista.
Vid Grammisgalan 2025 vann C.Gambino postumt i kategorin Årets hiphop för 2024 års Sista Gång, In Memory Of Some Stand Up Guys (Private Collection). Vid vinsten hyllades C.Gambino med att producenten Oscar Chase tillsammans med Stockholm studio orchestra spelade en akustisk version av osläppta låten "Ängel".

## Diskografi

### Studioalbum
| År   | Albuminformation | SVE |
| ---- | --- | --- |
| 2022 | Sin City - Släppt: 7 januari 2022 - Skivbolag: GG Music (Amuse) - Format: Digital nedladdning, strömning                                 | 2   |
| 2024 | In Memory Of Some Stand Up Guys - Släppt: 5 januari 2024 - Skivbolag: GG Music (Asylum Records) - Format: Digital nedladdning, strömning | 1   |

### EP-skivor
| År   | Albuminformation | SVE |
| ---- | --- | --- |
| 2020 | Demons No Angels (DNA) - Släppt: 18 december 2020 - Skivbolag: GG Music (Amuse) - Format: Digital nedladdning, strömning                            | 42  |
| 2023 | M.O.B (i kollaboration med 23) - Släppt: 6 januari 2023 - Skivbolag: GG Music/Paid in Full Records (Amuse) - Format: Digital nedladdning, strömning | 1   |
| 2023 | Silent Hills - Släppt: 3 november 2023 - Skivbolag: GG Music (Asylum Records) - Format: Digital nedladdning, strömning                              | —   |

### Singlar i urval
| År   | Titel                      | Högsta placering |
| År   | Titel                      | SE               |
| ---- | -------------------------- | ---------------- |
| 2021 | "CCTV"                     | 23               |
| 2021 | "Tankar"                   | 36               |
| 2021 | "Woman"                    | 23               |
| 2022 | "Regler"                   | 11               |
| 2022 | "Say Less"                 | 47               |
| 2022 | "XXX (Bow Wow Wow)"        | 63               |
| 2023 | "Ghetto Psykos" (med 01an) | 21               |
| 2023 | "G63"                      | 2                |
| 2023 | "CATWALK"                  | 18               |
| 2024 | "Sista Gång"               | 1                |